# Albrecht Brede
Albrecht Brede (* 19. Dezember 1834 in Besse; † 15. Januar 1920 in Kassel) war ein deutscher Komponist.
Brede wurde als viertes Kind des Landwirts und Bierbrauerei-Besitzers Johann Adam Brede in Besse bei Fritzlar geboren. Ab 1857 arbeitete er als Kantor und Musiklehrer in Sontra. Ab 1869 arbeitete er als Musiklehrer an der Höheren Töchterschule (heute Jacob-Grimm-Schule) in Kassel und wurde 1880 zum Musikdirektor ernannt. Um 1910 komponierte er die Melodie des Hessenlieds. Der Text wurde von dem zu Lebzeiten bekannten Lyriker Karl Preser geschrieben.